# Tornado Intercept Vehicle
| Peso:                     | Aprox. 7 toneladas            |
| Veículo original          | Ford-F450 Super Duty 1997     |
| Material principal        | Aço (0,6-cm)                  |
| Velocidade máxima         | 128 km/h                      |
| Capacidade de combustível | 230 L                         |
| Motor                     | Powerstroke diesel 7,3 litros |
| Câmbio                    | Manual                        |

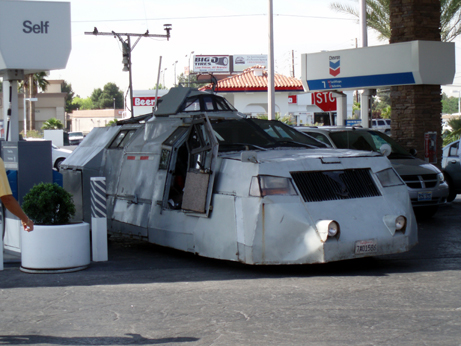
TIV 1 em um posto de gasolina.

TIV (Tornado Intercept Vehicle) é um veículo modificado e blindado, tendo o objetivo de filmar tornados de perto ou dentro deles usando uma câmera IMAX. O veículo utiliza garras presas a ele, que ancoram ele no chão junto com um sistema que faz o veículo ficar mais baixo, com a intenção de não deixar o vento de um tornado entrar de baixo dele. O veículo também consegue sobreviver a granizo, pois foi projetado também para aguentar destroços que um tornado pode carregar. TIV tem janelas de policarbonato, que oferecem mais proteção.
A primeira interceptação do TIV 1 foi em 2005, no tornado Jayton, Texas. Num surto de tornados que durou 4 dias, de Kansas até Texas, com o time Doppler on Wheels presente também. A equipe TIV registrou ventos de até 100 milhas por hora (160km/h), o veículo ainda não havia garras.
TIV 1 participou de uma série de televisão, chamada Storm Chasers, mas a série foi cancelada em 21 de janeiro de 2012, Tendo ao todo 5 temporadas com 4 times diferentes aparecendo. (TIV, Doppler on Wheels, TornadoVideos.Net e TWISTEX.) Em 2008, TIV 1 teve seu sucessor criado, TIV 2, mas ainda sim continuou caçando normalmente, e completou as primeiras poucas caçadas de 2008 após  TIV 2 sofrer alguns problemas mecânicos.
Os episódios da série se encontram no youtube e no Max (serviço de streaming).
O veículo vem equipado com dois anemômetros, dois sistemas de posicionamento global (GPS) e outras coisas para medir a temperatura, umidade e pressão.
Também vem equipado com 4 garras. O sistema de ancoramento abaixava o veículo na frente usando um sistema hidráulico.
O veículo também tem uma área na parte de cima, onde se localiza a câmera IMAX para obter imagens e vídeos de dentro de um tornado ou perto dele. A câmera é operada pelo criador do veículo, Sean Cameron Casey.
As garras do veículo só foram ser adicionadas na temporada de 2006, onde ele interceptou 3 tornados. O veículo apresentou problemas, mas com ajuda da Discovery Channel  conseguiu ficar por mais tempo.
Na temporada de 2008, o veículo foi sendo deixado de lado e sendo usado como um veículo secundário por grande parte da temporada. Em maio, o veículo conseguiu interceptar os tornados mais fortes de sua carreira, mas não foi filmado por Sean.
Em 2009, o veículo já estava ficando velho, e, em maio, o DOW foi chamado para participar de outras missões de pesquisa, assim deixando o TIV 1 e sua equipe sem a ajuda deles. Na maior parte da temporada, TIV 1 e sua equipe ficaram solo, sem a segurança adicional que os radares móveis davam a eles.
Ele caçou mais tempestades, mas na sua última caçada solo o veículo estava dirigindo normalmente até que ele ficou preso numa vala cheia de lama. Ele foi removido de lá depois, e atuou no resto da temporada de 2009 e na de 2010 como um veículo reserva em caso de outros veículos quebrarem. No começo da temporada de 2011, Sean já não precisava do veículo, e então decidiu abandona-lo em Trousdale, Kansas. Sean em vez de só deixar o veículo lá, decidiu que iria começar uma ''caça ao tesouro'' com o veículo, e quem encontrasse onde TIV 1 estava iria ficar com o carro. Sean foi postando algumas fotos e pistas, até que em  2019 Robert Clayton encontrou o veículo via Google Earth, e está atualmente restaurando o veículo com o objeto de fazer ele caçar de novo.
1. ↑  «History - Storm of Passion» (em inglês). 20 de fevereiro de 2025. Consultado em 6 de julho de 2025
2. ↑  «How the Tornado Intercept Vehicle Works». HowStuffWorks (em inglês). 1 de janeiro de 1970. Consultado em 6 de julho de 2025
3. ↑  Cline, Amanda (14 de março de 2022). «'Storm Chasers' Ford F-350 Tornado Intercept Vehicle Found via Google Earth». MotorBiscuit (em inglês). Consultado em 7 de julho de 2025
4. ↑  «How the Tornado Intercept Vehicle Works». HowStuffWorks (em inglês). 1 de janeiro de 1970. Consultado em 6 de julho de 2025
5. ↑  «First tornado intercept vehicle found in Kansas yard». KSN-TV (em inglês). 10 de março de 2022. Consultado em 6 de julho de 2025